# Wieżyca (skała)
Wieżyca – pojedyncza skała na wzgórzu Łysak na Wyżynie Częstochowskiej. Znajduje się w zachodniej jego części pomiędzy skałami Dziób Jastrzębia i Palec, w obrębie wsi Kroczyce w województwie śląskim, w powiecie zawierciańskim, w gminie Kroczyce.
Zbudowana z wapienia skała znajduje się w lesie. Zaliczana jest do grupy Skał Kroczyckich i uprawiana jest na niej wspinaczka skalna. Skała ma kształt igły skalnej o wysokości do 18 m i brak łatwych dróg wejściowych na nią. Wspinacze poprowadzili 8 dróg wspinaczkowych o trudności od VI.1+ do VI.6+ w skali krakowskiej. 6 z nich ma zamontowane stałe punkty asekuracyjne: ringi (r) i stanowiska zjazdowe (st).

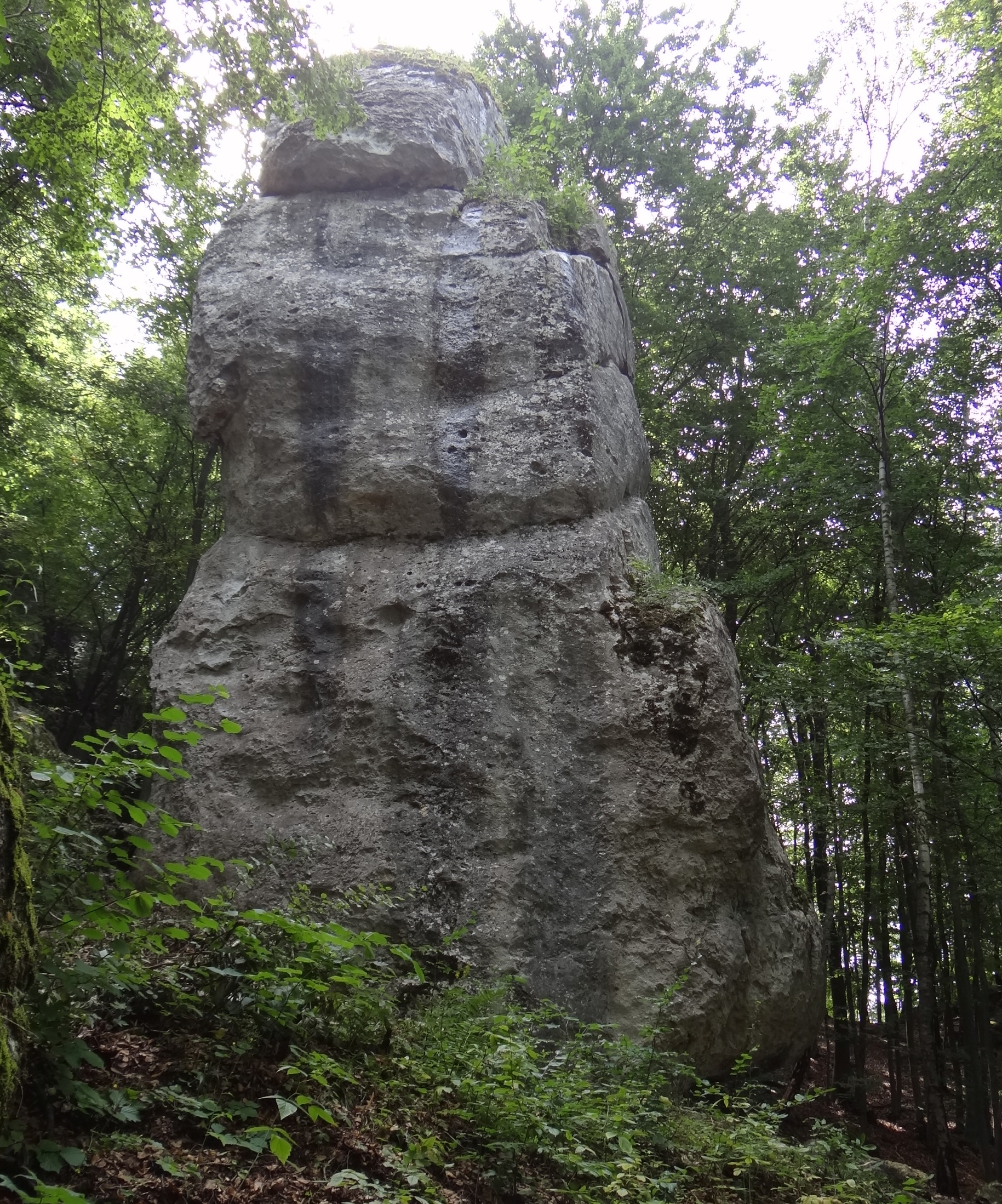
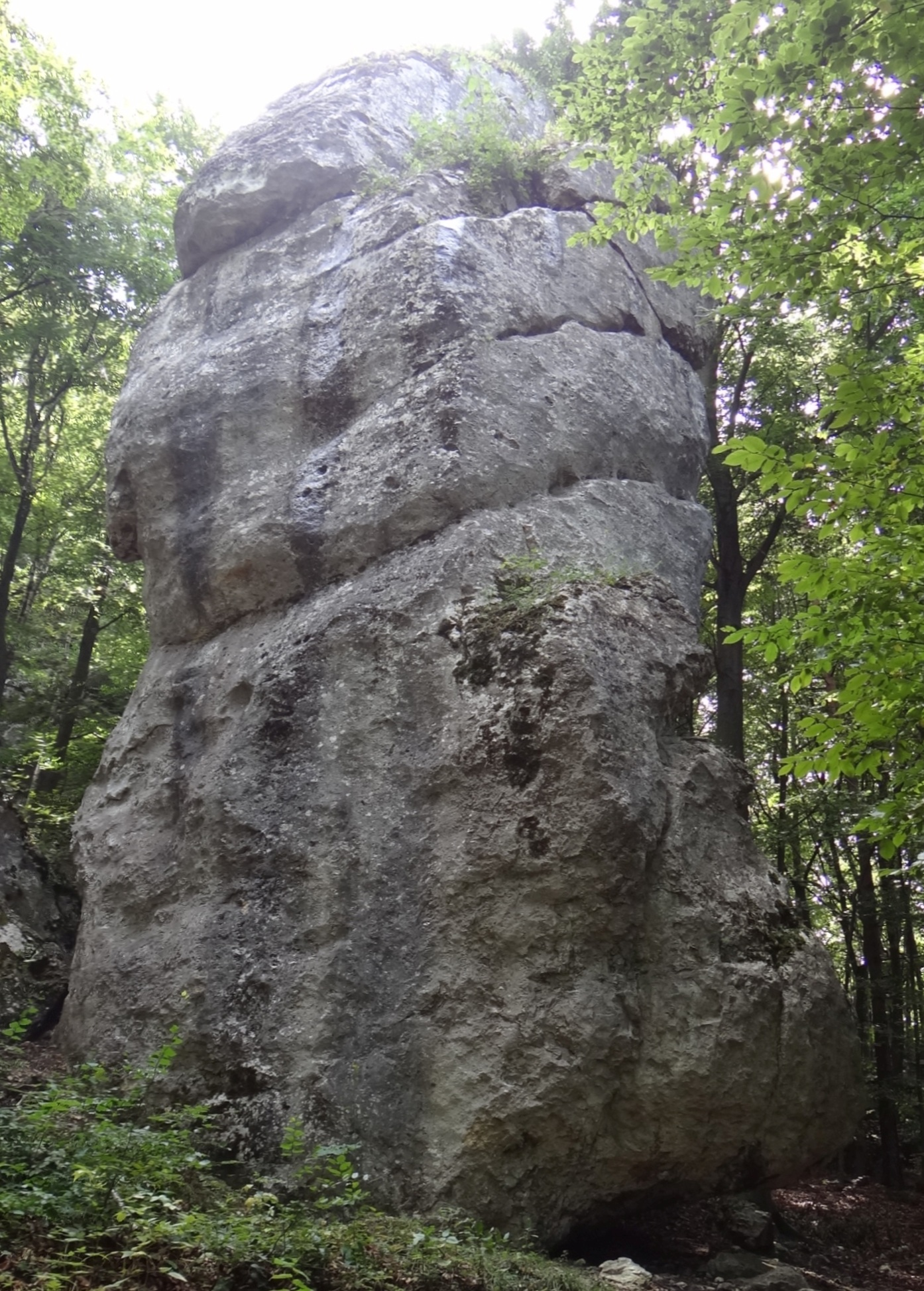
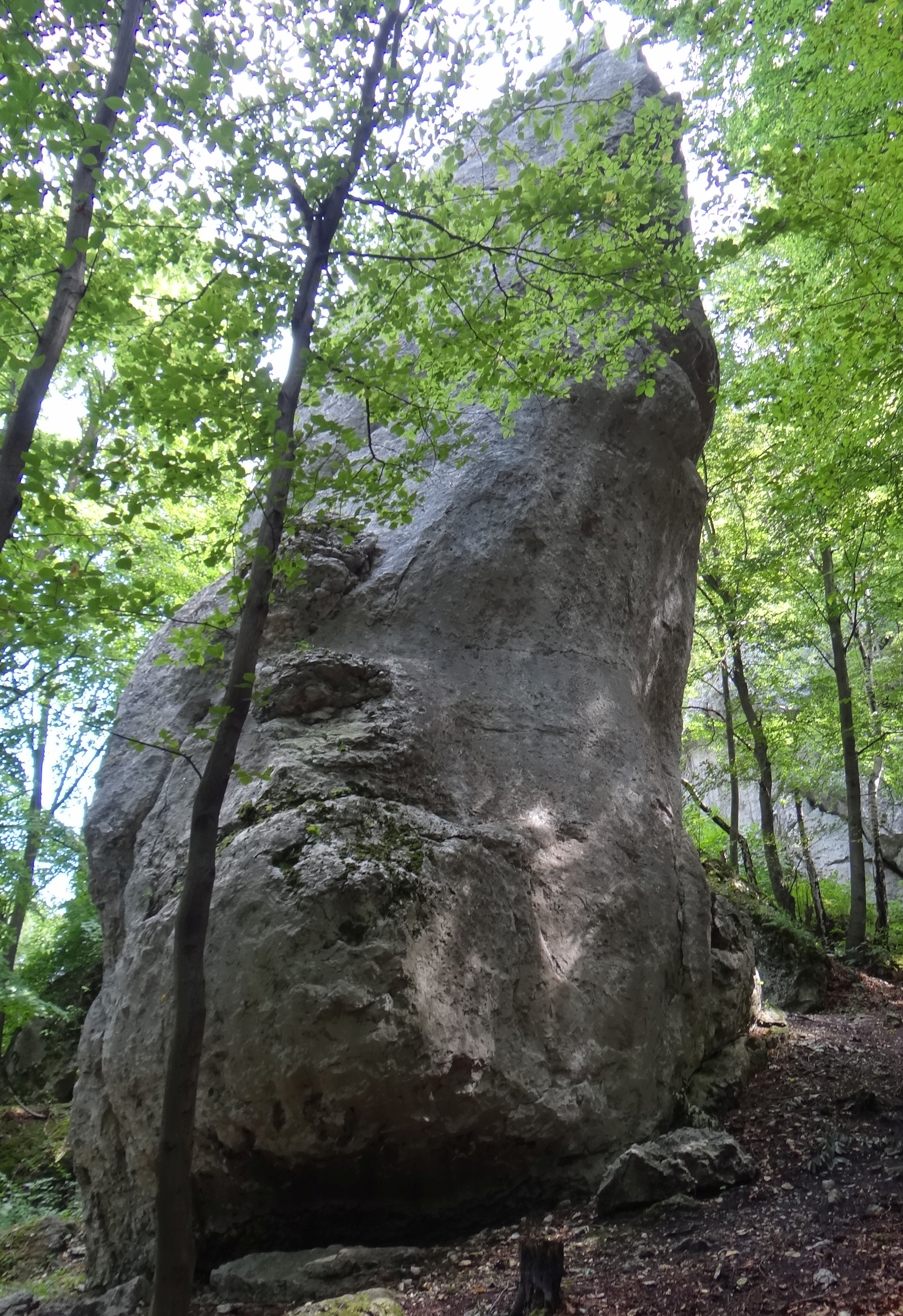
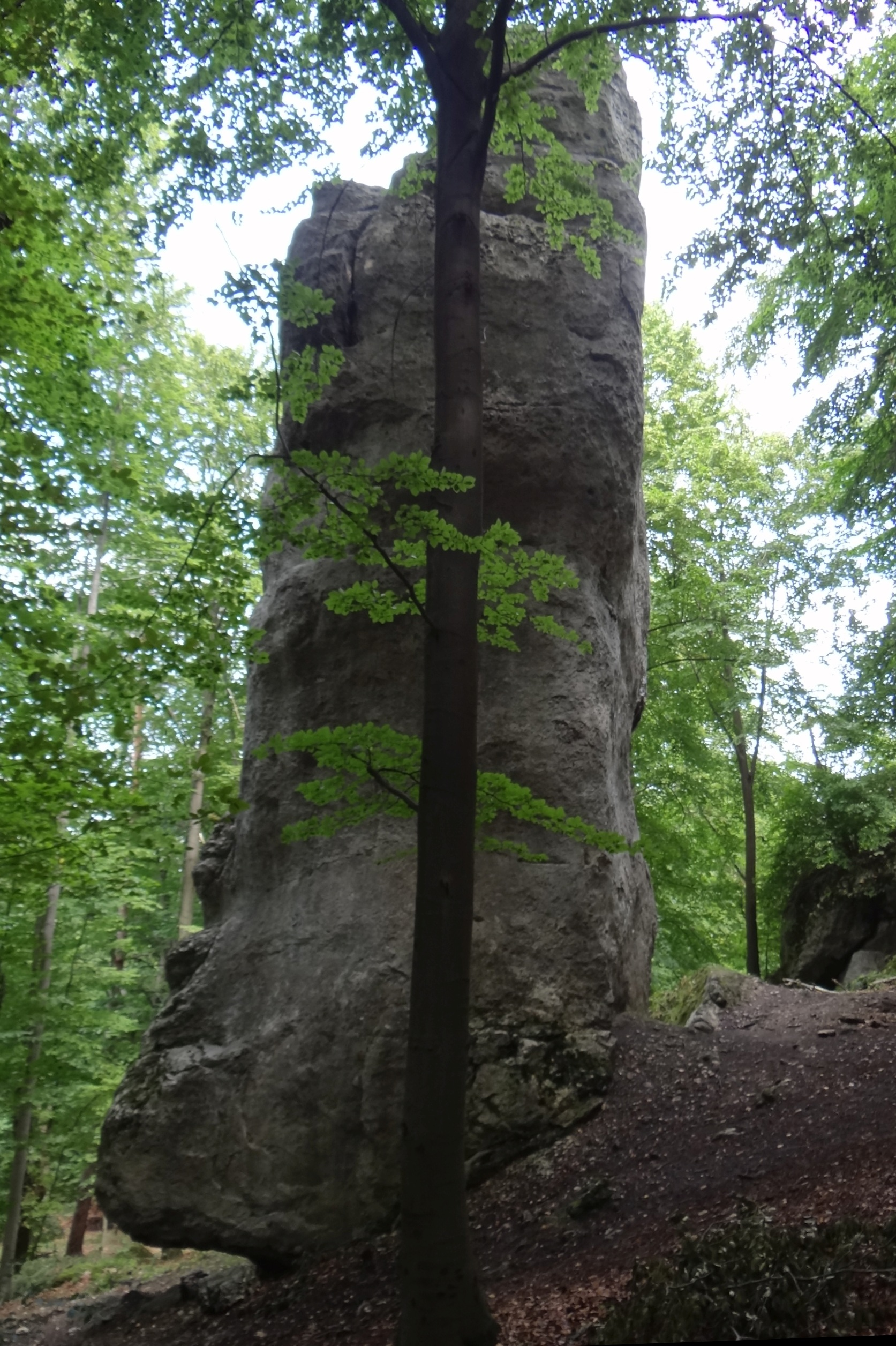
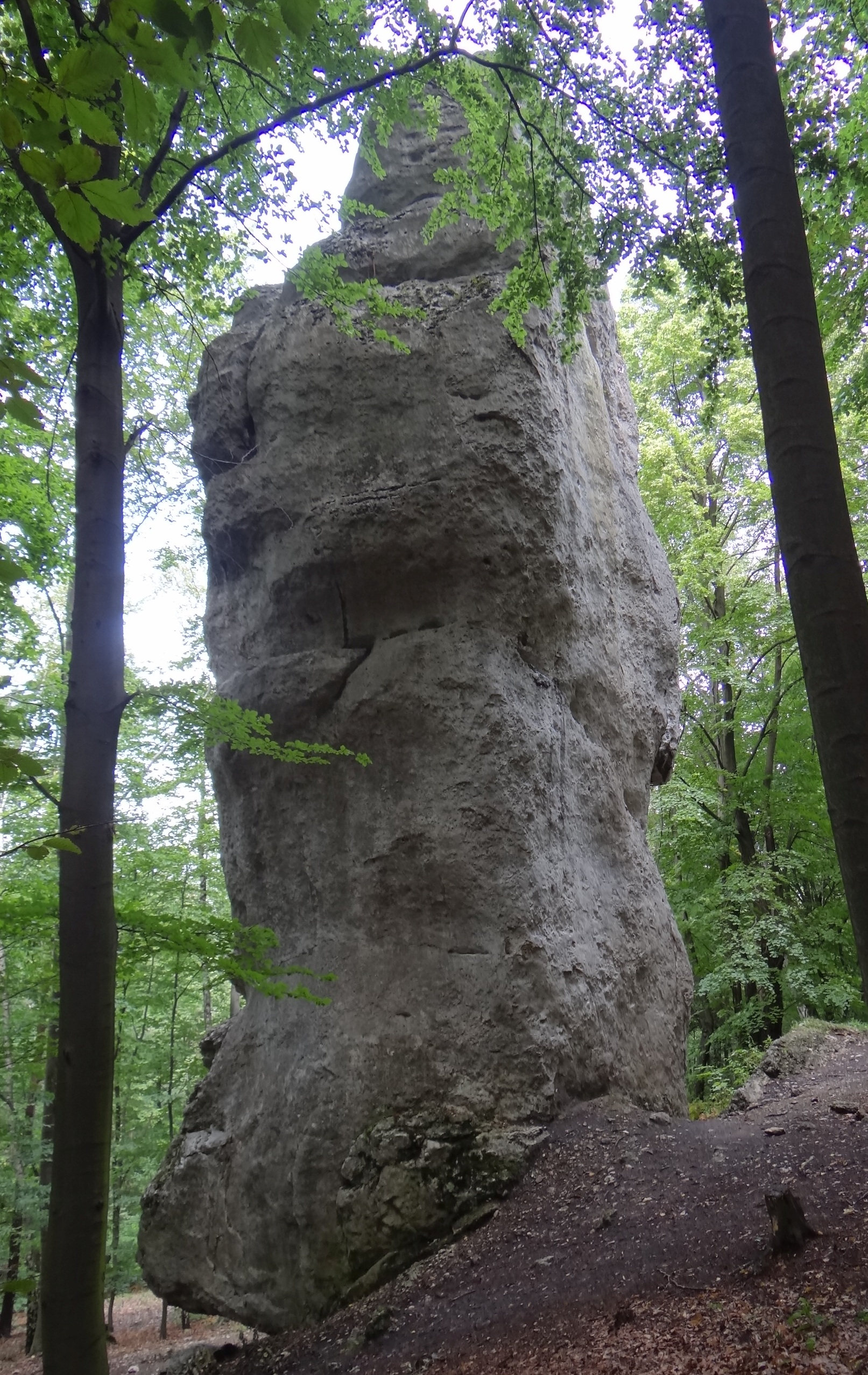
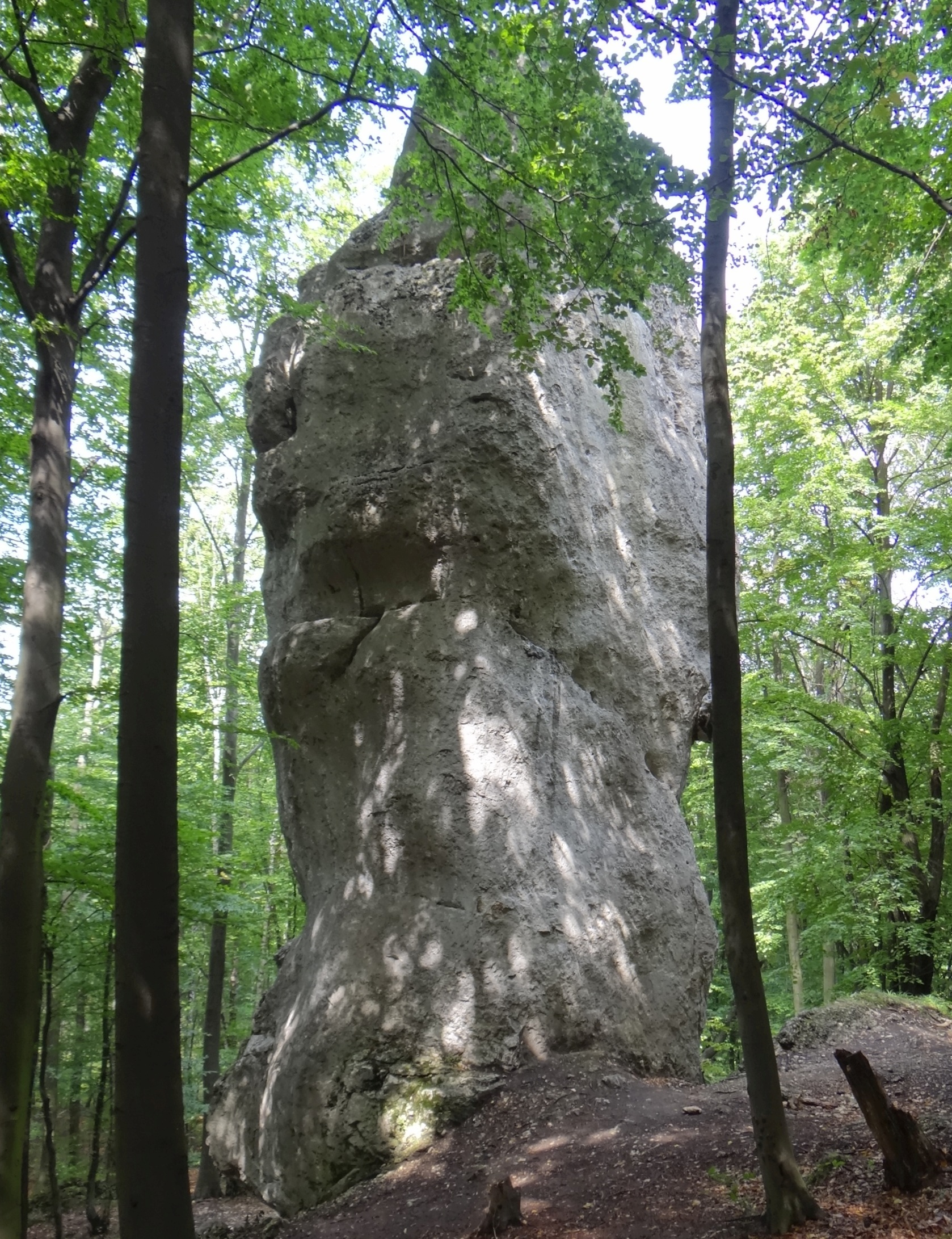
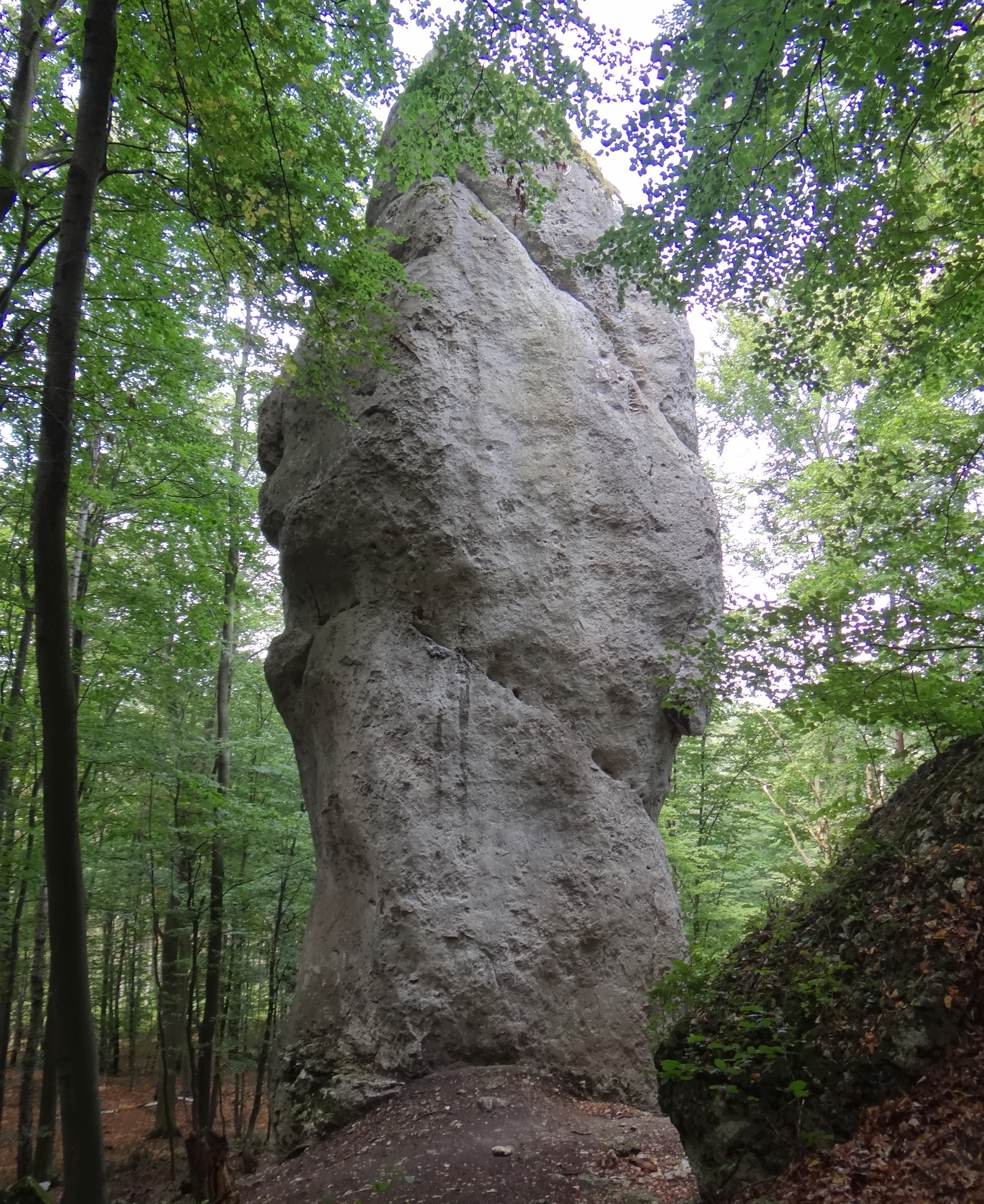

## Drogi wspinaczkowe
1. Bayer Full VI.3+/4, 15 m (6r+st),
2. Nosorożec VI.6+, 15 m (5r+st),
3. Wieżyca VI.2, 15 m (4r+st),
4. Disco relax VI.2+, 17 m (7r+st),
5. Palec boży VI.3+,
6. Zanzara VI.4, 15 m (5r+st),
7. Elektrospiro VI.2+/3, 15 m (6r+st),
8. Agrafka Wieżycy VI.1+, 15 m (4r+st)[3].